# Botswaanse pula
De Botswaanse pula is de munteenheid van Botswana. Eén pula is honderd thebe.
Pula betekent in het Setswana regen. Thebe betekent schild.
Botswana gebruikte tot 1920 het pond sterling, dat opgevolgd werd door het Zuid-Afrikaanse pond. In 1961 werden twee Zuid-Afrikaanse ponden omgeruild voor één Zuid-Afrikaanse rand. Uiteindelijk werd in 1976 de pula geïntroduceerd met een omruilverhouding van 1:1.

## Munten
Munten in circulatie:
- 50 thebe
- 1 pula
- 2 pula
- 5 pula

## Bankbiljetten
Het papiergeld is beschikbaar in:
- 10 pula
- 20 pula
- 50 pula
- 100 pula
- 200 pula